# Jardín Botánico de la Universidad de Kiel

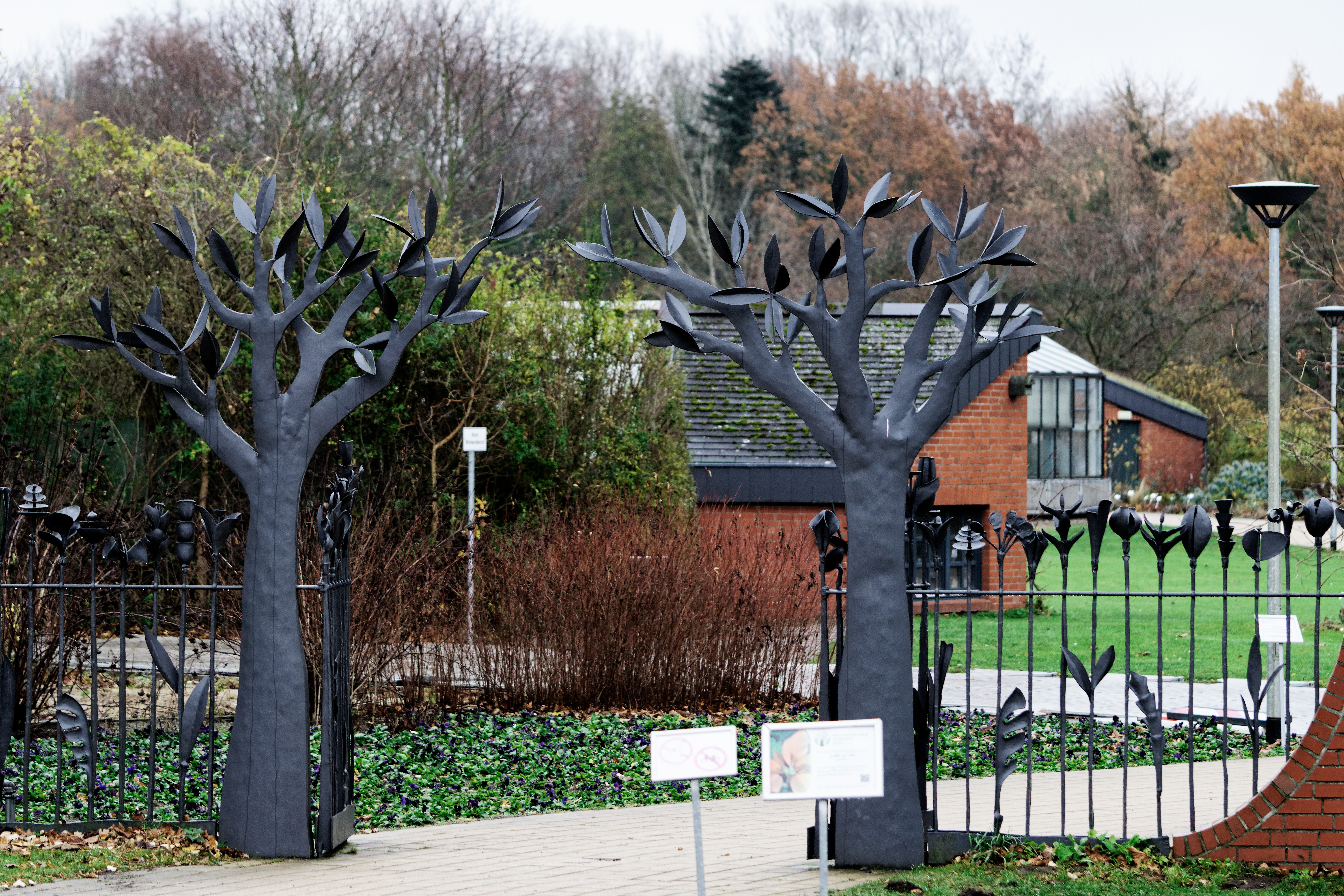
Entrada al jardín botánico.

El Jardín Botánico de la Universidad de Kiel en alemán : Botanischer Garten der Christian-Albrechts-Universität zu Kiel (8 hectares), or less formally the Botanischer Garten Kiel, es un jardín botánico y arboreto de unas 8 hectáreas de extensión que está administrado por la Universidad de Kiel. Es miembro del BGCI y su código de reconocimiento internacional como institución botánica así como de su herbario es KIEL.

## Localización
Botanischer Garten der Universität Kiel Olshausenstrasse 40,D-24118, Kiel, Schleswig-Holstein, Deutschland-Alemania.54°20′20″N 10°7′21″E / 54.33889, 10.12250
- Altitud: 10.00 msnm
- Área Total Bajo Cristal: 3000 metros

Se encuentra abierto a diario con entrada libre.

## Historia
Kiel ha tenido varios jardines botánicos desde 1668, cuando el profesor Johann Daniel Major (1634-1693) estableció su horticus medicus dentro del jardín del castillo de Kiel. No se sabe muy bien si este jardín sobrevivió la ocupación danesa de 1675-1676. 
Los jardines siguientes fueron establecidos en el sitio del antiguo monasterio franciscano en "Falckstraße" (a partir de 1727) y del jardín del "Prüne" (a partir de 1803). 
El Alter Botanischer Garten Kiel de Kiel (jardín botánico viejo), que todavía existe, comenzó en 1825 como parque privado, fue adquirido por la universidad de Kiel en 1868, y entre 1878 y 1884 reacondicionado por el botánico Adolf Engler como jardín botánico. 
Como se comprobó que se había quedado demasiado pequeño, entre 1975 y 1978 la universidad creó un nuevo jardín botánico en su campus, que se abrió al público en 1985.

## Colecciones
Actualmente el jardín botánico nuevo alberga unas 14,000 especies de plantas cultivadas tanto al aire libre como en invernaderos. 
La secciones al aire libre incluyen;
- Arboreto con colecciones de árboles procedentes de Asia, América, y Europa;
- Hábitat de brezales y páramo;
- Hábitat de dunas;
- Jardín sistemático;
- Rosaleda;
- Alpinum;
- Estanque y zona paisajista

La secciones al cubiertas incluyen, siete grandes invernaderos con unos 3,000 m² de superficie total que albergan plantas procedentes de los trópicos, subtrópicos, selvas, Mediterráneo, desiertos de África y América, y las regiones acuáticas tropicales.
En el jardín botánico se presta una atención especial a la flora de la región de Schleswig-Holstein y además alberga una amplia representación de plantas procedentes de todo el mundo, incluyendo colecciones de plantas suculentas de África del Sur y plantas de las islas atlánticas, además de Adromischus, Aizoaceae, Aristolochia, Campanulaceae, Crassulaceae, Cuscuta, Passiflora, Plumbaginaceae, y Vitaceae. 
Su herbario contiene unos 120,000 especímenes de plantas pertenecientes a todas las familias, con unas colecciones importantes de algas, líquenes, hongos, Myxomycota, musgos, y helechos.